# Liste der denkmalpflegerischen Nebenanlagen in Radebeul
Die Liste der denkmalpflegerischen Nebenanlagen in Radebeul gibt eine Übersicht über die Kulturdenkmale in der sächsischen Stadt Radebeul, bei denen neben den sich auf dem Anwesen befindlichen Einzeldenkmalen (Baudenkmalen) die Grundstücke selbst oder Teile davon als denkmalpflegerische Nebenanlagen unter Denkmalschutz stehen. Ein Teil dieser Anwesen liegt in dem seit 1999 ausgewiesenen Denkmalschutzgebiet Historische Weinberglandschaft Radebeul.

## Legende
Die in der Tabelle verwendeten Spalten listen die im Folgenden erläuterten Informationen auf:
- Name, Bezeichnung: Bezeichnung des einzelnen Objekts.
- Adresse, Koordinaten: Heutige Straßenadresse, Lagekoordinaten.

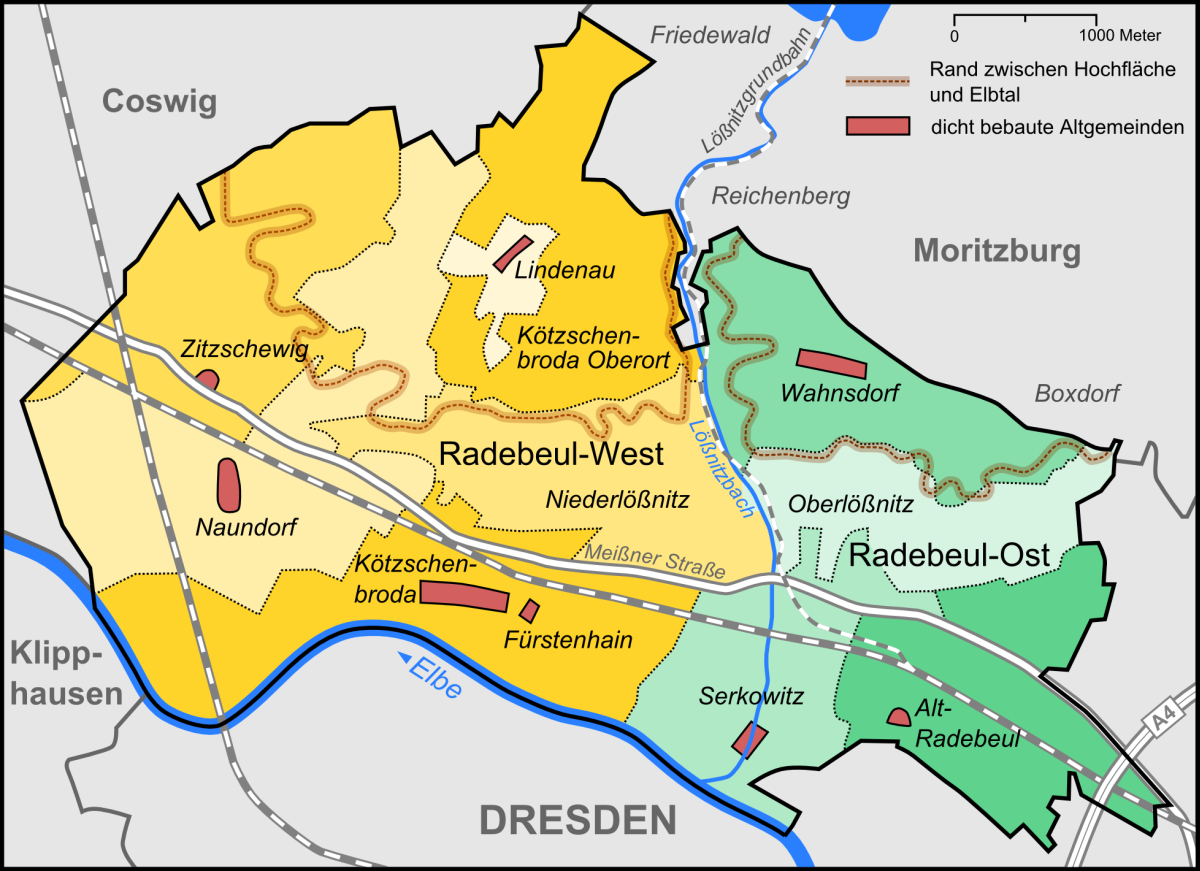
Übersicht über die Lage der Radebeuler Stadtteile

- Stadtteil: Heutiger Radebeuler Stadtteil, so wie in der hiesigen Karte dargestellt.
  - FUE: Fürstenhain
  - KOE: Kötzschenbroda
  - KOO: Kötzschenbroda-Oberort
  - LIN: Lindenau
  - NAU: Naundorf
  - NDL: Niederlößnitz
  - OBL: Oberlößnitz
  - RAD: Alt-Radebeul
  - SER: Serkowitz
  - WAH: Wahnsdorf
  - ZIT: Zitzschewig
- Datum: Besondere Baujahre, so weit bekannt oder ableitbar, teilweise auch Datum der Ersterwähnung der Liegenschaft.
- Baumeister, Architekten: Baumeister, Architekten und weitere Kunstschaffende.
- Denkmalumfang, Bemerkung: Nähere Erläuterung über den Denkmalstatus, Umfang der Liegenschaft und ihre Besonderheiten.[1]
- Bild: Foto des Hauptobjekts.

## Denkmalpflegerische Nebenanlagen
| Name, Bezeichnung                           | Adresse, Koordinaten                                      | Stadtteil | Datum                                                  | Baumeister, Architekten                                                                               | Denkmalumfang, Bemerkung | Bild |
| ------------------------------------------- | --------------------------------------------------------- | --------- | ------------------------------------------------------ | --- | --- | --- |
| Siedlungshäuser Rosa-Luxemburg-Platz        | Alfred-Naumann-Straße 13 (Lage)                           | NDL       | 1924                                                   | | DNA Siedlungshäuser Rosa-Luxemburg-Platz. Wohnanlage mit gestalteter Grünfläche (siehe auch Rosa-Luxemburg-Platz 2, 3 und Heinrich-Zille-Str. 46) | Siedlungshäuser Rosa-Luxemburg-Platz, Alfred-Naumann-Straße 13, Heinrich-Zille-Straße 46                                                                       |
| Kirchhof der Friedenskirche                 | Altkötzschenbroda 40 (Lage)                               | KOE       | 1273, 1602, 1723, 1884/85, 1893                        | | Evangelische Pfarrkirche mit Kirchhof, Einfriedung und Grabmal Richard Steche, dreischiffige Basilika mit eingezogenem spätgotischem Chor und Westturm. | Richard Steches Grabmal auf dem Kirchhof Kötzschenbroda |
| Bauerngarten des Hirtenhauses               | Altkötzschenbroda 70 (Lage)                               | KOE       | vermutlich Ende 17. Jh., evtl. 1. H. 19. Jh.?, 1998/99 | | Hirten- und Armenhaus, vermutlich Ende des 17. Jh. erbaut, 1998/99 saniert. Radebeuler Bauherrenpreis 2000 und 1999 | Bauerngarten des Hirtenhauses |
| Landhaus Am Bornberge 5                     | Am Bornberge 5 (Lage)                                     | KOE       | um 1850, 1887/88                                       | | Landhaus mit Einfriedung und gepflasterter Zufahrt. Radebeuler Bauherrenpreis 2000 | Landhaus Am Bornberge 5 |
| Garten zur Mietvilla Heinrich Emil Unger    | Am Bornberge 9 (Lage)                                     | NDL       | 1892                                                   | Adolf Neumann                                                                                         | Garten zur Villa. Ehemals unter der Adresse Wilhelm-Busch-Straße 18 | Garten der Mietvilla Heinrich Emil Unger |
| Garten der Villa Augustusweg 67             | Augustusweg 67 (Lage)                                     | OBL       | 1895/96                                                | Carl Käfer                                                                                            | Garten der Mietvilla | |
| Garten der Meyer-Villa                      | Augustusweg 100 (Lage)                                    | OBL       | 1956/57                                                | Albert Patitz                                                                                         | WLG Jägerberg. Villa, Terrasse mit Treppenanlage, Gartengestaltung, Zufahrt, Einfriedung, Toranlage, traditioneller gediegener Ausstattung usw., ein „seltenes Beispiel einer DDR-Unternehmervilla“. Eigentümer: Gerhard Meyer                                                | Tor zur Gartenanlage der Meyer-Villa |
| Garten der Hagenschen Villa                 | Augustusweg 105 (Lage)                                    | OBL       | 1907                                                   | Oskar Menzel                                                                                          | Villa mit Garten und Einfriedung | Hagensche Villa |
| Garten des Hauses Leonhardt                 | Bennostraße 7 (Lage)                                      | OBL       | um 1800, 1843, 1904                                    | Karl Leonhardt                                                                                        | Villa mit Nebengebäude, Toranlage und Garten | Haus Leonhardt: Garten von der Bennostraße aus |
| Garten zur Villa Ernst Louis Kempe          | Bodelschwinghstraße 8 (Lage)                              | NDL       | 1904/05, 1994–96                                       | Ernst Claus                                                                                           | Villa mit Garten, Einfriedungsmauer mit Zaun und Tor. „Eine der besten Jugendstilvillen Radebeuls“ | Villa Ernst Louis Kempe: Garten |
| Garten zur Villa Borstraße 7                | Borstraße 7 (Lage)                                        | NDL       | 1845, 1865 und 1874                                    | Christian Gottlieb Ziller, Gebrüder Ziller (Aufstockung)                                              | Villa mit Nebengebäude, Garten und Brunnen | Garten zur Villa Borstraße 7 |
| Garten des Katholischen Pfarramts           | Borstraße 11 (Lage)                                       | NDL       | 1876–78, 1927/28, 1939                                 | Gebrüder Ziller, Max Czopka (Entwurf Modernisierung), Franz Jörissen (Einbau Kapelle, Modernisierung) | Villa mit Garten und Einfriedung, heute Katholische Pfarrei, ehemals mit Christ Königs Kapelle in der Villa | Garten des Katholischen Pfarramts, von der Meißner Straße aus                                                                                                  |
| Garten der Villa Dr.-Külz-Straße 25         | Dr.-Külz-Straße 25 (Lage)                                 | NDL       | um 1908                                                | Oskar Menzel (Entwurf), Adolf Neumann (Bau)                                                           | Garten der Villa mit Pavillon, mit Kavaliershaus und Einfriedung | Garten der Villa Fabrikant Sommer |
| Garten der Villa Sonnenhof                  | Eduard-Bilz-Straße 46 (Lage)                              | OBL       | 1885/86                                                | Gebrüder Ziller                                                                                       | Villa mit Einfriedung und Garten | Park der Villa Sonnenhof |
| Garten zum Landhaus Arno Faber              | Freiligrathstraße 6 (Lage)                                | RAD       | 1909/10                                                | Gebrüder Ziller (Entwurf Max Steinmetz)                                                               | Garten zum Landhaus | Landhaus Arno Faber |
| Garten der Villa Tautzschgenhof             | Graue-Presse-Weg 62 (Lage)                                | WAH       | 1911, 18. Jh. (älterer Putto)                          | Georg Heinsius von Mayenburg (Entwurf), Johannes Eisold (Bau)                                         | Ursprünglich erhaltene Jugendstilvilla mit neobarocken Elementen, mit Brunnenhäuschen, Putten und Garten. Wirtschaftsgebäude. Eigentümer Richard Seifert und Otto Walther | Tautzschgenhof: Zwischenbau, Garage und Stall (vom Tor aus) |
| Garten zur Villa Carl Hugo Haußhälter       | Hauptstraße 53 (Lage)                                     | OBL       | 1895/96                                                | Carl Käfer                                                                                            | Villa mit Einfriedung und Garten | Garten der Villa Carl Hugo Haußhälter |
| Garten und Brunnen der Villa Bernhard Große | Heinrich-Heine-Straße 10 (Lage)                           | NDL       | 1891–94                                                | F. A. Bernhard Große                                                                                  | Villa mit Garten und Brunnen, in Ecklage | Villa Bernhard Große (2012) |
| Siedlungshäuser Rosa-Luxemburg-Platz        | Heinrich-Zille-Straße 46 (Lage)                           | NDL       | 1924                                                   | | DNA Siedlungshäuser Rosa-Luxemburg-Platz. Wohnanlage mit gestalteter Grünfläche, siehe auch Alfred-Naumann-Straße 13, 15 und Rosa-Luxemburg-Platz 2, 3 | Siedlungshäuser Rosa-Luxemburg-Platz, Heinrich-Zille-Straße 46, Alfred-Naumann-Straße 13                                                                       |
| Garten der Villa Hoflößnitzstraße 4         | Hoflößnitzstraße 4 (Lage)                                 | SER       | 1867                                                   | Gebrüder Ziller (Aufstockung)                                                                         | Villa mit Nebengebäude, Garten und Einfriedung. Bewohner: Josef Rudolf Lewy-Hoffmann | Villa Hoflößnitzstraße 4, Südseite |
| Garten der Villa Hoflößnitzstraße 6         | Hoflößnitzstraße 6 (Lage)                                 | SER       | 1865–67, 1907                                          | Moritz Ziller, Johannes Heinsius (Anbauten)                                                           | Garten der Villa | Villa Hoflößnitzstraße 6 |
| Garten des Frenzelschen Hauses              | Karlstraße 8 (Lage)                                       | NDL       | 1872/73                                                | Moritz Große                                                                                          | Landhaus mit Nebengebäude, Garten und Einfriedung | Frenzelsches Haus: Garten, von der Blumenstraße aus. Oben im Hintergrund: der Wasserturm                                                                       |
| Garten Käthe-Kollwitz-Straße 4              | Käthe-Kollwitz-Straße 4 (Lage)                            | KOE       | 1902/04                                                | Adolf Neumann (Entwurf ev. Felix Sommer)                                                              | Garten der Mietvilla mit Einfriedung | Garten Käthe-Kollwitz-Straße 4 |
| Kirchplatz der Lutherkirche                 | Kirchplatz 1 (Lage)                                       | RAD       | 1891/92, 1934                                          | Schilling & Graebner, Alfred Tischer (Innenumbau)                                                     | Kirchplatz der Pfarrkirche. Saalkirche mit Emporen, Querhaus, eingezogenem Chor, Nordturm. Daneben Ehrenhain mit Denkmal für die Gefallenen des I. Weltkriegs | Kriegerdenkmal bei der Lutherkirche |
| Garten des Lindenhofs                       | Maxim-Gorki-Straße 18 (Lage)                              | OBL       | 1715 Weingut, 1789, 1947, seit 1998                    | Paul Löffler (Umbau)                                                                                  | Winzerhaus mit südlich vorgelagertem Garten (ehemals Weinanlage) und Einfriedung | Lindenhof |
| Garten zum Haus Breitig                     | Maxim-Gorki-Straße 22 (Lage)                              | OBL       | 1627 Anwesen, um 1680, 1735, 1988                      | | Winzerhaus mit großem Garten | Haus Breitig |
| Garten der Villa Thoenes                    | Meißner Straße 57 (Lage)                                  | RAD       | 1888/89                                                | Gebrüder Ziller                                                                                       | Villa mit Brunnen, Garten und Einfriedung. Bewohner: Gustav Thoenes | Villa Gustav Thoenes |
| Garten zum Mietshaus Alexander Egerland     | Meißner Straße 96 (Lage)                                  | RAD       | 1897                                                   | Gustav Röder, Julius Förster (Entwurf)                                                                | Mietshaus mit Teilen der Einfriedung und der Gartengestaltung nebst Grotte | Unter dem Baum und dem Busch liegt die Grotte. |
| Park zum Mohrenhaus                         | Moritzburger Straße 51, 53 (Lage)                         | NDL       | 1544, 17. Jh. Mohrenköpfe, 1819, 1868–71, 1910–12      | Gebrüder Ziller (Umbau), Max Herfurt (Entwurf Umbau), Alwin Höhne (Umbau)                             | Herrenhaus mit Wintergarten, Wirtschaftsgebäude, Park, Pavillon und künstliche Ruine. Besitzer Familien von Schonbergk, von Bose, Alwin Bauer | Park am Mohrenhaus |
| Villa Nizzastraße 10                        | Nizzastraße 10 (Lage)                                     | OBL       | 1883                                                   | Gebrüder Ziller                                                                                       | Villa mit Garten und Einfriedung | Villa Nizzastraße 10 |
| Garten zur Villa Waldhof                    | Paradiesstraße 46 (Lage)                                  | NDL       | 1862                                                   | Moritz Ziller                                                                                         | Landhausartige Villa mit Nebengebäude und Einfriedung. Erwähnung im Dehio | Garten der Villa Waldhof |
| Garten zum Haus im Eck                      | Paradiesstraße 56 (Lage)                                  | NDL       | 1924                                                   | Otto Rometsch                                                                                         | Garten zur Villa | Haus im Eck |
| Grundstückseinfassung zum Haus im Garten    | Paradiesstraße 58 (Lage)                                  | NDL       | 1906                                                   | Otto Rometsch, Adolph Suppes                                                                          | Villa mit Einfriedung | Haus im Garten |
| Park des Grundhofs                          | Paradiesstraße 66, 68 (Lage)                              | NDL       | 1650 Hoher Berg, 1696, 1. H. 19. Jh., 1907–09          | Otto Rometsch, Adolph Suppes                                                                          | Ehemaliges Weingut mit Herrenhaus, Gartensaal, Gärtnerhaus sowie zwei Pavillons, Park und Einfriedung. Besitzer, Bewohner: Hofprediger Christian Ehrgott Raschig, Johann Friedrich Anton Dehne, Reichsgerichtsrat a. D. Otto Suppes, Wilhelm Claus, Karl Kröner, Paul Wilhelm | Grundhof |
| Garten zum Donadini-Haus                    | Rietzschkegrund 21 (Lage)                                 | ZIT       | 1884, 1908–11                                          | Moritz Große, F. A. Bernhard Große (Atelierbau)                                                       | Wohn- und Atelierhaus mit Tor, Einfriedung und Garten (dort Grabsteine und Skulpturen). Besitzer: Ermenegildo Antonio Donadini | „Mein Gartengrundstück Ritzschkegrund, aufgenommen 1894“. Fotografiert von Donadini. Blick auf den Platz des späteren Atelierbaus, links das Ursprungsgebäude. |
| Siedlungshäuser Rosa-Luxemburg-Platz        | Rosa-Luxemburg-Platz 2/3, Alfred-Naumann-Straße 15 (Lage) | NDL       | 1924                                                   | | DNA Siedlungshäuser Rosa-Luxemburg-Platz. Wohnanlage mit gestalteter Grünfläche und Einfriedung (siehe auch Alfred-Naumann-Straße 13 und Heinrich-Zille-Straße 46) | Mehrfamilienwohnhaus Rosa-Luxemburg-Platz 2/3, Alfred-Naumann-Straße 15                                                                                        |
| Meinholds Weinberg                          | Weinbergstraße 10 (Lage)                                  | OBL       | um 1650, 1715, um 1750 (Turmhaus), 1865 (Landhaus)     | | Heutiges Weingut mit Turmhaus, Landhaus, Einfriedung, zwei Torputten und Weinberg. Besitzer: Carl Christian Meinhold, Ulrich Aust | Meinholds Weinberg, Blick von der Cikkurat. Links das Landhaus, dahinter der Turm des verdeckten Turmhauses.                                                   |
| Garten des Landhauses Winzerstraße 35       | Winzerstraße 35 (Lage)                                    | NDL       | vor 1850                                               | | Wohnhaus mit Garten und Einfriedung | Landhaus Winzerstraße 35 |
| Garten zur Villa Oswald Haenel              | Weinbergstraße 40 (Lage)                                  | OBL       | 1894/95                                                | Oswald Haenel (Entwurf), Gebrüder Ziller (Bau)                                                        | Villa, Garten, Einfriedungsmauer und Statue der Fortuna. Bewohner: Oswald Haenel, Walter von Boetticher | Garten mit Statue vor der Villa Oswald Haenel |
| Garten zur Villa Thuja                      | Winzerstraße 61a (Lage)                                   | NDL       | 1890/91                                                | Carl Käfer                                                                                            | Villa mit Anbau, Garten und Einfriedung | Villa Winzerstraße 61a |